# Daniel Ting
Daniel Sang Ting (Chester, 12 gennaio 1992) è un calciatore malaysiano, difensore del Sabah in prestito dallo Johor Darul Ta'zim e della Nazionale tagika.

## Carriera

### Club
Ha iniziato la propria carriera nelle file del Crewe Alexandra. Nel gennaio 2012 si è trasferito in prestito per un mese al Market Drayton Town. Rientrato al Crewe Alexandra, vi ha militato fino al termine della stagione. Nella stagione 2012-2013 ha giocato al Market Drayton Town, mentre la stagione successiva ha militato nelle file del Congleton Town. Nell'estate 2014 si è trasferito all'Ossett Albion, per poi trasferirsi al Droylsden nel gennaio 2015. Nel gennaio 2016 si è trasferito in Malaysia, allo Johor Darul Ta'zim II, per poi essere ceduto in prestito al Negeri Sembilan. Rientrato dal prestito, ha militato nelle file dello Johor Darul Ta'zim II nella stagione 2017, totalizzando 11 presenze. La stagione successiva ha militato nelle file del Selangor II. Al termine della stagione 2018 ha intrapreso una pausa dal calcio. Dopo due anni da svincolato, il 18 gennaio 2021 è stato ingaggiato a parametro zero dal Kuala Lumpur. Il 1º luglio 2022 è tornato allo Johor Darul Ta'zim. L'8 gennaio 2023 si è trasferito in prestito al Sabah.

### Nazionale
Ha debuttato in Nazionale maggiore il 28 marzo 2023, nell'amichevole Malaysia-Hong Kong (2-0), subentrando a La'Vere Corbin-Ong al minuto 56. Ha messo a segno la sua prima rete con la selezione malaysiana il 20 giugno 2023, nell'amichevole Malaysia-Papua Nuova Guinea (10-0), siglando il gol del momentaneo 8-0 al minuto 76. Ha partecipato, con la selezione malaysiana, alla Coppa d'Asia 2023. È sceso in campo, inoltre, nelle qualificazioni ai Mondiali 2026.

## Statistiche

### Cronologia presenze e reti in nazionale
Statistiche aggiornate al 13 dicembre 2024.

| Cronologia completa delle presenze e delle reti in nazionale ― Malaysia | Cronologia completa delle presenze e delle reti in nazionale ― Malaysia | Cronologia completa delle presenze e delle reti in nazionale ― Malaysia | Cronologia completa delle presenze e delle reti in nazionale ― Malaysia | Cronologia completa delle presenze e delle reti in nazionale ― Malaysia | Cronologia completa delle presenze e delle reti in nazionale ― Malaysia | Cronologia completa delle presenze e delle reti in nazionale ― Malaysia | Cronologia completa delle presenze e delle reti in nazionale ― Malaysia |
| Data                                                                    | Città                                                                   | In casa                                                                 | Risultato                                                               | Ospiti                                                                  | Competizione                                                            | Reti                                                                    | Note                                                                    |
| ----------------------------------------------------------------------- | ----------------------------------------------------------------------- | ----------------------------------------------------------------------- | ----------------------------------------------------------------------- | ----------------------------------------------------------------------- | ----------------------------------------------------------------------- | ----------------------------------------------------------------------- | ----------------------------------------------------------------------- |
| 28-3-2023                                                               | Iskandar Puteri                                                         | Malaysia                                                                | 2 – 0                                                                   | Hong Kong                                                               | Amichevole                                                              | -                                                                       | 56’                                                                     |
| 20-6-2023                                                               | Gong Badak                                                              | Malaysia                                                                | 10 – 0                                                                  | Papua Nuova Guinea                                                      | Amichevole                                                              | 1                                                                       | 46’                                                                     |
| 16-11-2023                                                              | Kuala Lumpur                                                            | Malaysia                                                                | 4 – 3                                                                   | Kirghizistan                                                            | Qual. Mondiali 2026                                                     | -                                                                       | 67’                                                                     |
| 21-11-2023                                                              | Taipei                                                                  | Taiwan                                                                  | 0 – 1                                                                   | Malaysia                                                                | Qual. Mondiali 2026                                                     | -                                                                       |                                                                         |
| 8-1-2024                                                                | Doha                                                                    | Siria                                                                   | 2 – 2                                                                   | Malaysia                                                                | Amichevole                                                              | -                                                                       |                                                                         |
| 25-1-2024                                                               | Al Wakrah                                                               | Corea del Sud                                                           | 3 – 3                                                                   | Malaysia                                                                | Coppa d'Asia 2023 - Gironi                                              | -                                                                       |                                                                         |
| 21-3-2024                                                               | Mascate                                                                 | Oman                                                                    | 2 – 0                                                                   | Malaysia                                                                | Qual. Mondiali 2026                                                     | -                                                                       | 67’                                                                     |
| 26-3-2024                                                               | Kuala Lumpur                                                            | Malaysia                                                                | 0 – 2                                                                   | Oman                                                                    | Qual. Mondiali 2026                                                     | -                                                                       | 26’                                                                     |
| 11-6-2024                                                               | Kuala Lumpur                                                            | Malaysia                                                                | 3 – 1                                                                   | Taiwan                                                                  | Qual. Mondiali 2026                                                     | -                                                                       | 86’                                                                     |
| 4-9-2024                                                                | Kuala Lumpur                                                            | Malaysia                                                                | 2 – 1                                                                   | Filippine                                                               | Amichevole                                                              | -                                                                       |                                                                         |
| 14-11-2024                                                              | Bangkok                                                                 | Laos                                                                    | 1 – 3                                                                   | Malaysia                                                                | Amichevole                                                              | -                                                                       | 63’                                                                     |
| 18-11-2024                                                              | Hyderabad                                                               | India                                                                   | 1 – 1                                                                   | Malaysia                                                                | Amichevole                                                              | -                                                                       | 64’                                                                     |
| 8-12-2024                                                               | Phnom Penh                                                              | Cambogia                                                                | 2 – 2                                                                   | Malaysia                                                                | AFF Cup 2024 - Gironi                                                   | -                                                                       |                                                                         |
| 11-12-2024                                                              | Kuala Lumpur                                                            | Malaysia                                                                | 3 – 2                                                                   | Timor Est                                                               | AFF Cup 2024 - Gironi                                                   | -                                                                       |                                                                         |
| 25-3-2025                                                               | Iskandar Puteri                                                         | Malaysia                                                                | 2 – 0                                                                   | Nepal                                                                   | Qual. Coppa d'Asia 2027                                                 | -                                                                       | 83’                                                                     |
| 29-5-2025                                                               | Kuala Lumpur                                                            | Malaysia                                                                | 1 – 1                                                                   | Capo Verde                                                              | Amichevole                                                              | -                                                                       |                                                                         |
| Totale                                                                  |                                                                         | Presenze                                                                | 15                                                                      |                                                                         | Reti                                                                    | 1                                                                       |                                                                         |